# Collandres-Quincarnon
Collandres-Quincarnon est une commune française située dans le département de l'Eure en région Normandie.

## Géographie

### Localisation
Village du pays d'Ouche
| Romilly-la-Puthenaye | Berville-la-Campagne  | Tilleul-Dame-Agnès |
| Sébécourt            | Collandres-Quincarnon | Louversey          |
|                      | Sébécourt             | Sainte-Marthe      |

### Hydrographie
La commune est située dans le bassin Seine-Normandie. Elle est drainée par le fossé 01 de la commune de Sainte-Marthe et le fossé 01 de la commune de Sébécourt,,.

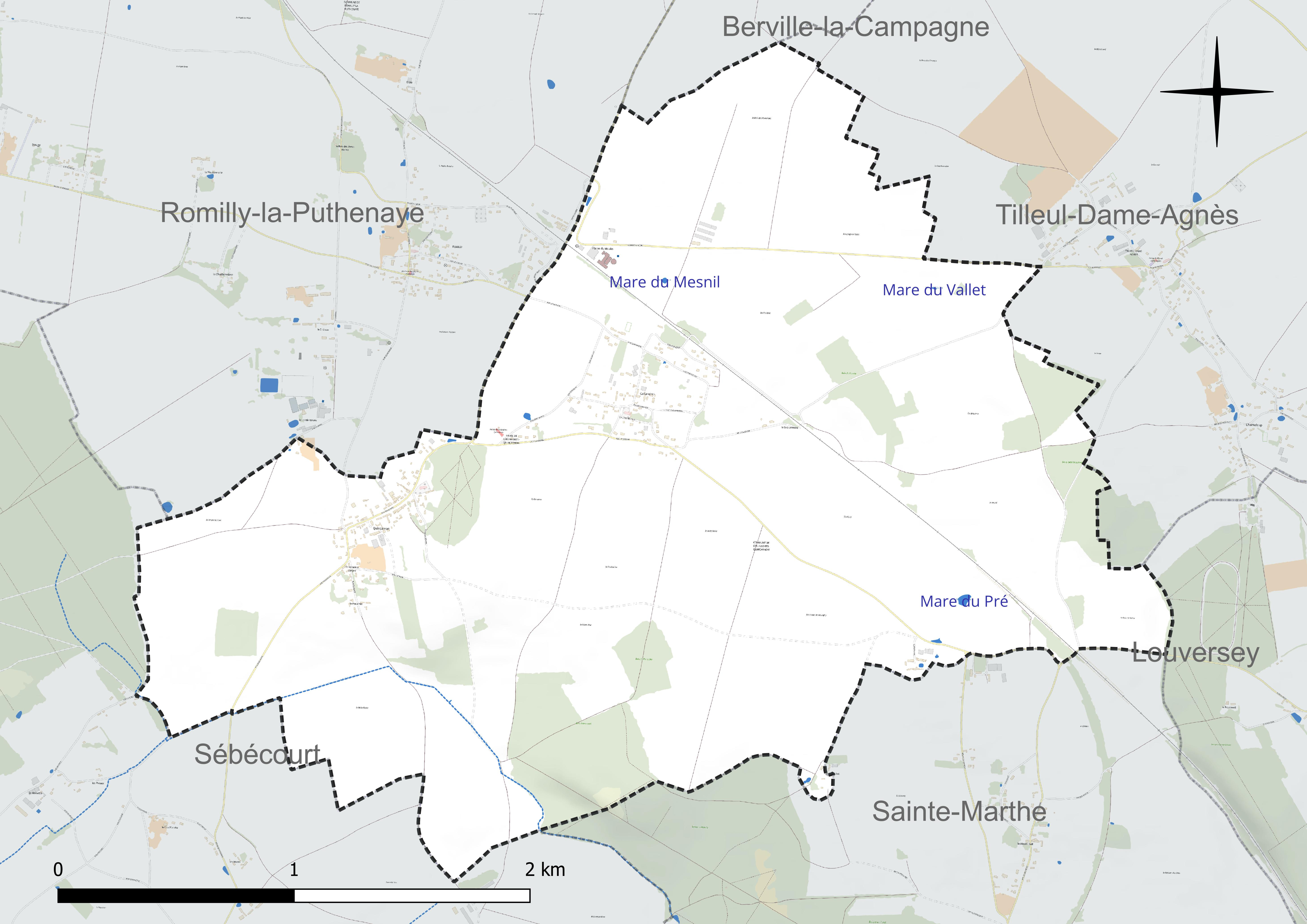
Réseau hydrographique de Collandres-Quincarnon.

Trois plans d'eau complètent le réseau hydrographique : la mare du Mesnil (0 ha), la mare du Pré (0,2 ha) et la mare du Vallet (0 ha),.

### Climat
Pour des articles plus généraux, voir Climat de la Normandie et Climat de l'Eure.
En 2010, le climat de la commune est de type climat océanique dégradé des plaines du Centre et du Nord, selon une étude du CNRS s'appuyant sur une série de données couvrant la période 1971-2000. En 2020, Météo-France publie une typologie des climats de la France métropolitaine dans laquelle la commune est exposée à un climat océanique et est dans la région climatique  Côtes de la Manche orientale, caractérisée par un faible ensoleillement (1 550 h/an) ; forte humidité de l’air (plus de 20 h/jour avec humidité relative > 80 % en hiver), vents forts fréquents. Parallèlement le GIEC normand, un groupe régional d’experts sur le climat, différencie quant à lui, dans une étude de 2020, trois grands types de climats pour la région Normandie, nuancés à une échelle plus fine par les facteurs géographiques locaux. La commune est, selon ce zonage, exposée à un « climat des plateaux abrités », correspondant aux plaines agricoles de l’Eure, avec une pluviométrie beaucoup plus faible que dans la plaine de Caen en raison du double effet d’abri provoqué par les collines du Bocage normand et par celles qui s’étendent sur un axe du Pays d'Auge au Perche.
Pour la période 1971-2000, la température annuelle moyenne est de 10,3 °C, avec  une amplitude thermique annuelle de 14,2 °C. Le cumul annuel moyen de précipitations est de 706 mm, avec 11,7 jours de précipitations en janvier et 8,3 jours en juillet. Pour la période 1991-2020, la température moyenne annuelle observée sur la station météorologique la plus proche, située sur la commune de Breteuil à 18 km à vol d'oiseau, est de 11,1 °C et le cumul annuel moyen de précipitations est de 698,2 mm,. Pour l'avenir, les paramètres climatiques de la commune estimés pour 2050 selon différents scénarios d’émission de gaz à effet de serre sont consultables sur un site dédié publié par Météo-France en novembre 2022.

## Urbanisme

### Typologie
Au 1er janvier 2024, Collandres-Quincarnon est catégorisée commune rurale à habitat dispersé, selon la nouvelle grille communale de densité à 7 niveaux définie par l'Insee en 2022.
Elle est située hors unité urbaine. Par ailleurs la commune fait partie de l'aire d'attraction d'Évreux, dont elle est une commune de la couronne,. Cette aire, qui regroupe 108 communes, est catégorisée dans les aires de 50 000 à moins de 200 000 habitants,.

### Occupation des sols
L'occupation des sols de la commune, telle qu'elle ressort de la base de données européenne d’occupation biophysique des sols Corine Land Cover (CLC), est marquée par l'importance des territoires agricoles (92,3 % en 2018), une proportion sensiblement équivalente à celle de 1990 (93 %). La répartition détaillée en 2018 est la suivante : 
terres arables (78,8 %), zones agricoles hétérogènes (11,4 %), forêts (6,8 %), prairies (2,1 %), zones urbanisées (0,9 %). L'évolution de l’occupation des sols de la commune et de ses infrastructures peut être observée sur les différentes représentations cartographiques du territoire : la carte de Cassini (XVIIIe siècle), la carte d'état-major (1820-1866) et les cartes ou photos aériennes de l'IGN pour la période actuelle (1950 à aujourd'hui).

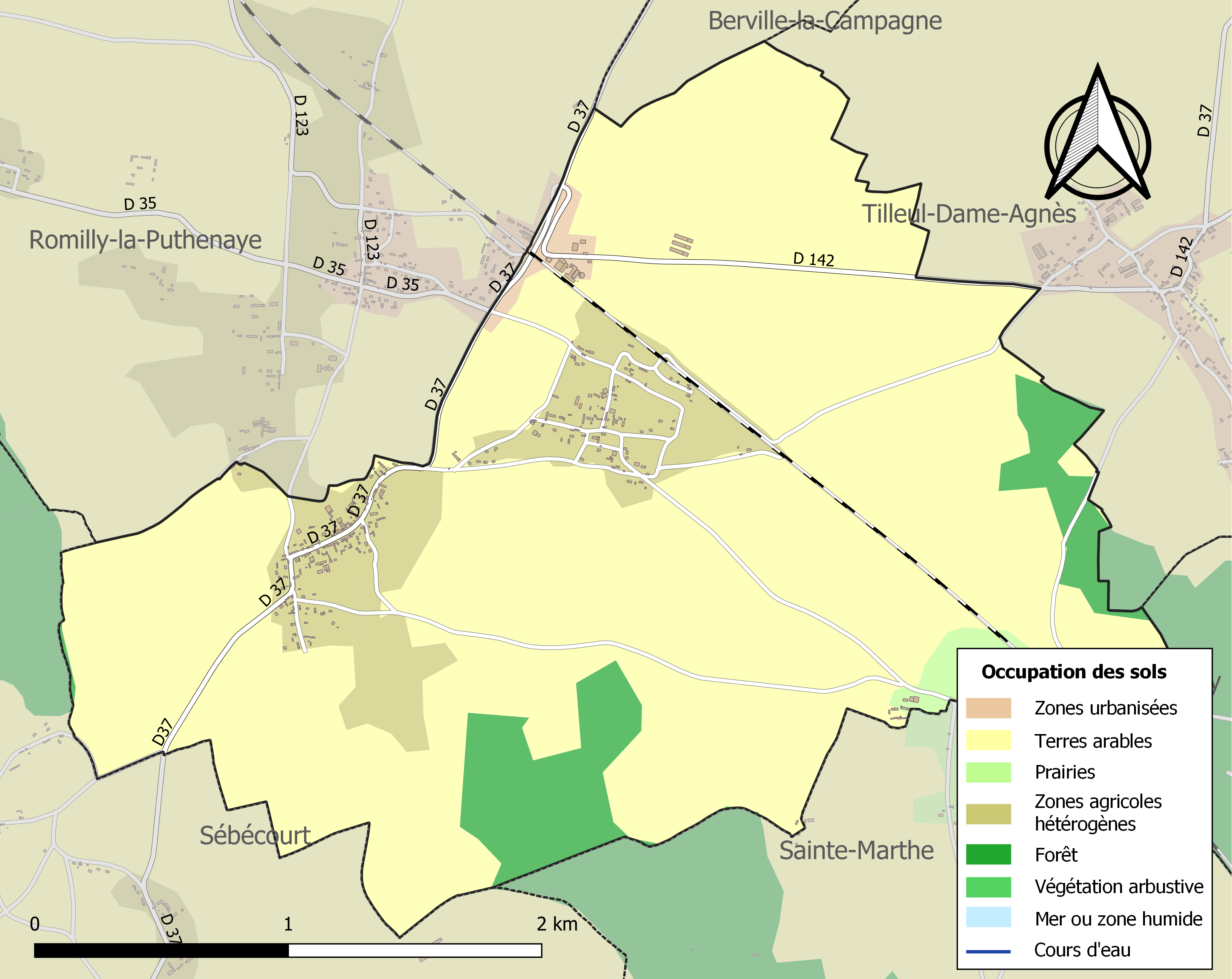
Carte des infrastructures et de l'occupation des sols de la commune en 2018 (CLC).

## Toponymie
Collandres est attesté sous les formes Charlanda vers 1130 (charte de Henri Ier), Chorlandis en 1035 dans une copie du XIIe siècle, Corland en 1221 (charte de Robert de Courtenay, 1er cartulaire d’Artois), Collandon en 1269 (charte de Robert d’Artois), Corlandie (cartulaire de Conches), Colandres en 1782 (coutumier des forêts d'Hector de Chartres).
Ce toponyme a été rapproché de Collandres (autrement Colandres) dans le Cantal, attesté sous les formes Colandre en 1333 et Calandre en 1443.
Albert Dauzat et Charles Rostaing y ont vu un composé basé sur les appellatifs toponymiques court et lande, bien que ni les formes anciennes de Collandres[-Quincarnon], ni celles de Collandres (Cantal) n'attestent de la présence d'un t. De plus, ce type de composé est plutôt insolite en Normandie. En outre, aucune forme ancienne de Collandres (Cantal) ne postule lande mais bien -landre[s], ce qui rend le rapprochement avec Chorlandis, ancienne forme de Collandres[-Quincarnon], hypothétique.

C'est pourquoi Ernest Nègre préfère pour Collandres (Cantal) un nom de personne pris absolument et attesté : Calandre, auquel il n'associe pas Collandres[-Quincarnon].
François de Beaurepaire décompose le toponyme en Coll-andres et il voit dans le second élément -andres le même que celui que l'on trouve dans Nassandres, à savoir Nass-andres, autre commune de l'Eure, située à 20 km de Collandres-Quincarnon. En effet, la forme la plus ancienne de Nassandres est Naçandes en 1179. François de Beaurepaire croit reconnaître une finale gauloise -anda, semblable à celle que l'on retrouverait dans Esglandes (Manche), Bréviande (Aube) ou encore Chamarande. Cependant, la plupart des spécialistes voient dans Esglandes ou Chamarande, des toponymes en -randa, c'est-à-dire le mot gaulois randa « frontière ». Cette solution est possible pour Collandres si l'on considère la forme Chorlandis comme une cacographie ou une métathèse pour *Colrandis. Le premier élément est de toute façon obscur.
Quincarnon est une ancienne paroisse et une ancienne commune rattachée en 1837 à Collandres pour former la commune de Collandres-Quincarnon.
Elle est connue par une forme tardive Esquerquernon(1er cartulaire d’Artois) ou Esquerquenon en 1269. François de Beaurepaire rapproche Quincarnon des nombreux Écaquelon de Normandie, dont Écaquelon (Eure, Schacherlon en 1174), à la suite de Jean Adigard des Gautries. Puis sous les formes Escuerquenon en 1276 (cartulaire de Saint-Wandrille), Esquincargnon en 1336, Quinquernon et Esquinquernon en 1368 (archives nationales), Guingernon et Esquincarnon en 1419, Quinquarnon en 1473, Quiquernon en 1469, Guingernonau XVIIe siècle, Quinquarnon entre 1700 et 1767.

Jean Renaud dénombre cinq Écaquelon, en tenant compte d'Écatelonde (Seine-Maritime, Scakerlonde en 1165).
Pour associer étymologiquement Quincarnon aux différents Écaquelon, il faut préalablement supposer que la forme Esquerquenon soit une cacographie pour *Esquequernon (*Eskekernon), car le premier élément des nombreux Écaquelon est manifestement Scaker- (et non pas *Scarke-) comme en témoignent les formes anciennes du type Scakerlonde, Schacherlon ou Escakerlon. Elles s'expliquent toutes très bien phonétiquement : Scaker- a régulièrement abouti à Escaker-, puis Écaque-, le [r] final d’Escaker- s'étant finalement assimilé au [l] suivant de -lon. Quant à la graphie Schacher- en ancien français, elle note simplement Scaker en réalité.
 
François de Beaurepaire reprend la proposition d'Adigard des Gautries d'expliquer Skaker- par le vieil anglais sceacre « voleur ». En réalité, il s'agit du vieil anglais noté scēacere. Le second élément -non résulte de la nasalisation du [l] de -lon. La finale -lon remonte au vieux norrois lundr « bois, forêt », comme le montrent les attestations de différents noms en -lon, dont les plus anciennes portent la trace du [d] sous la forme d'un t : -lunt  cf. Lignon (Venon, Lillunt en 1011) ou Iclon (Seine-Maritime, Ichelunt en 1088). La forme Lunda a donné les différents la Londe de Normandie, mot qui faisait encore sens au XVe siècle, c'est-à-dire « forêt, bois ».
Le sens global du toponyme Quincarnon serait donc « bois des voleurs ».

## Histoire
En 1837, Quincarnon est absorbée par Collandres qui sera dénommée Collandres-Quincarnon en 1914.

## Politique et administration
| Période                                  | Période  | Identité      | Étiquette | Qualité     |
| ---------------------------------------- | -------- | ------------- | --------- | ----------- |
| mars 2001                                | En cours | Bruno Frichot | DVD       | Agriculteur |
| Les données manquantes sont à compléter. |          |               |           |             |

## Démographie
L'évolution du nombre d'habitants est connue à travers les recensements de la population effectués dans la commune depuis 1793. Pour les communes de moins de 10 000 habitants, une enquête de recensement portant sur toute la population est réalisée tous les cinq ans, les populations de référence des années intermédiaires étant quant à elles estimées par interpolation ou extrapolation. Pour la commune, le premier recensement exhaustif entrant dans le cadre du nouveau dispositif a été réalisé en 2008.

En 2022, la commune comptait 254 habitants, en évolution de +12,39 % par rapport à 2016 (Eure : −0,25 %, France hors Mayotte : +2,11 %).
| 1793 | 1800 | 1806 | 1821 | 1831 | 1836 | 1841 | 1846 | 1851 |
| ---- | ---- | ---- | ---- | ---- | ---- | ---- | ---- | ---- |
| 230  | 225  | 251  | 234  | 227  | 220  | 321  | 318  | 324  |

| 1856 | 1861 | 1866 | 1872 | 1876 | 1881 | 1886 | 1891 | 1896 |
| ---- | ---- | ---- | ---- | ---- | ---- | ---- | ---- | ---- |
| 344  | 324  | 311  | 283  | 274  | 242  | 231  | 248  | 227  |

| 1901 | 1906 | 1911 | 1921 | 1926 | 1931 | 1936 | 1946 | 1954 |
| ---- | ---- | ---- | ---- | ---- | ---- | ---- | ---- | ---- |
| 228  | 246  | 238  | 194  | 205  | 206  | 215  | 235  | 221  |

| 1962 | 1968 | 1975 | 1982 | 1990 | 1999 | 2006 | 2008 | 2013 |
| ---- | ---- | ---- | ---- | ---- | ---- | ---- | ---- | ---- |
| 191  | 171  | 175  | 155  | 165  | 192  | 197  | 199  | 212  |

| 2018 | 2022 | - | - | - | - | - | - | - |
| ---- | ---- | - | - | - | - | - | - | - |
| 240  | 254  | - | - | - | - | - | - | - |

## Culture locale et patrimoine

### Lieux et monuments
- Église Notre-Dame de Collandres
- Église Saint-Jacques de Quincarnon

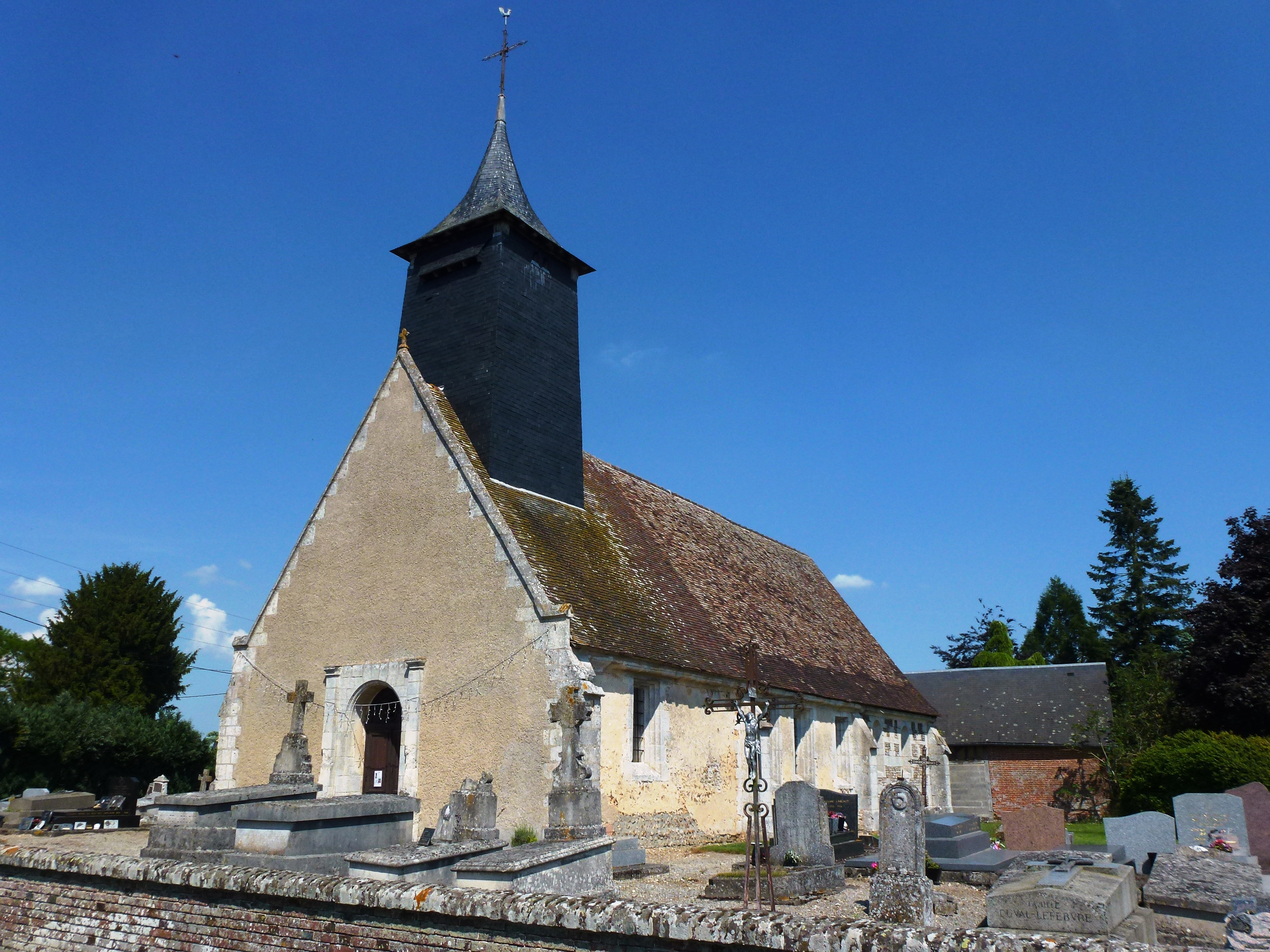
Église Notre-Dame de Collandres.
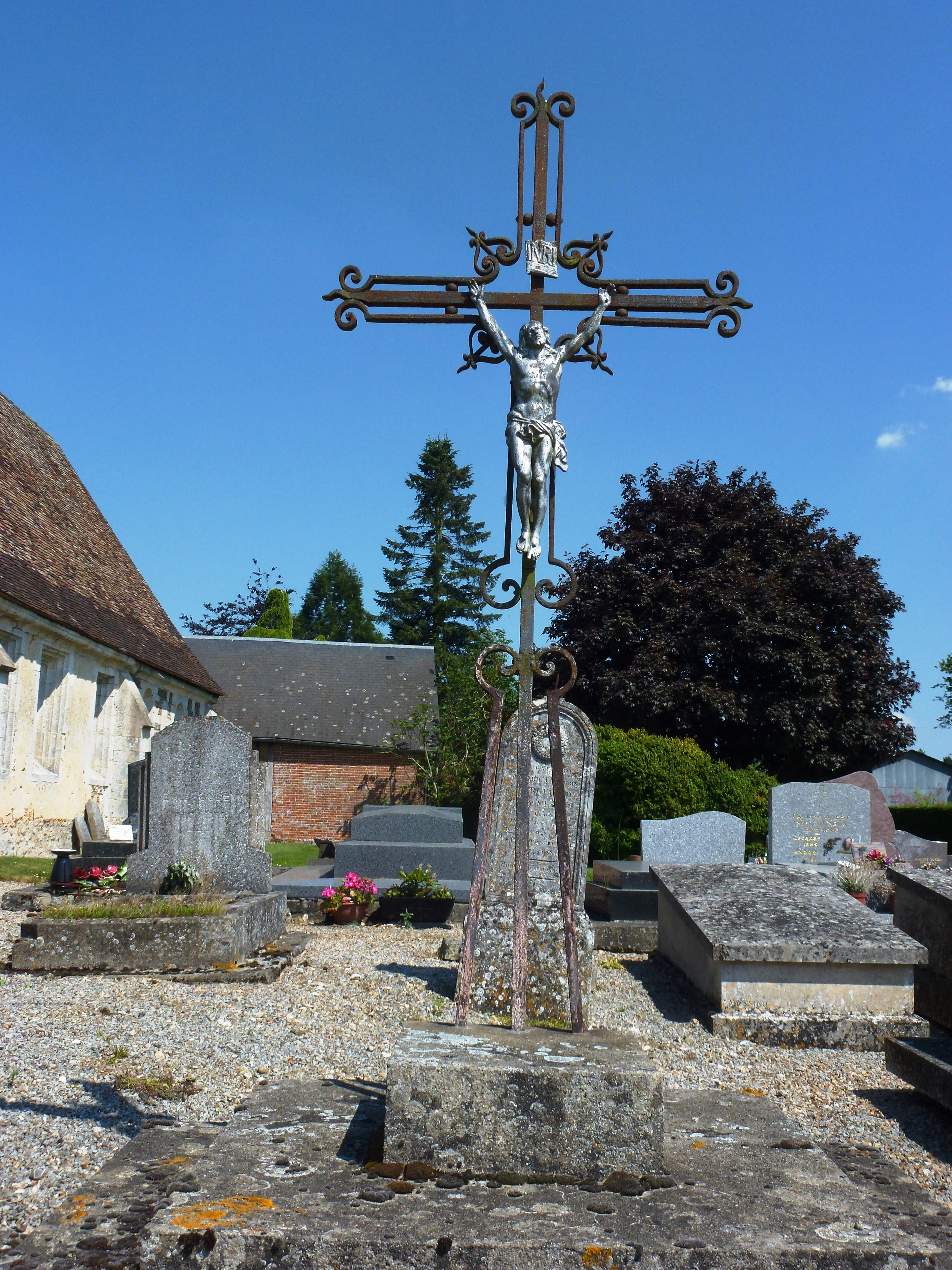
Croix de cimetière à Collandres.
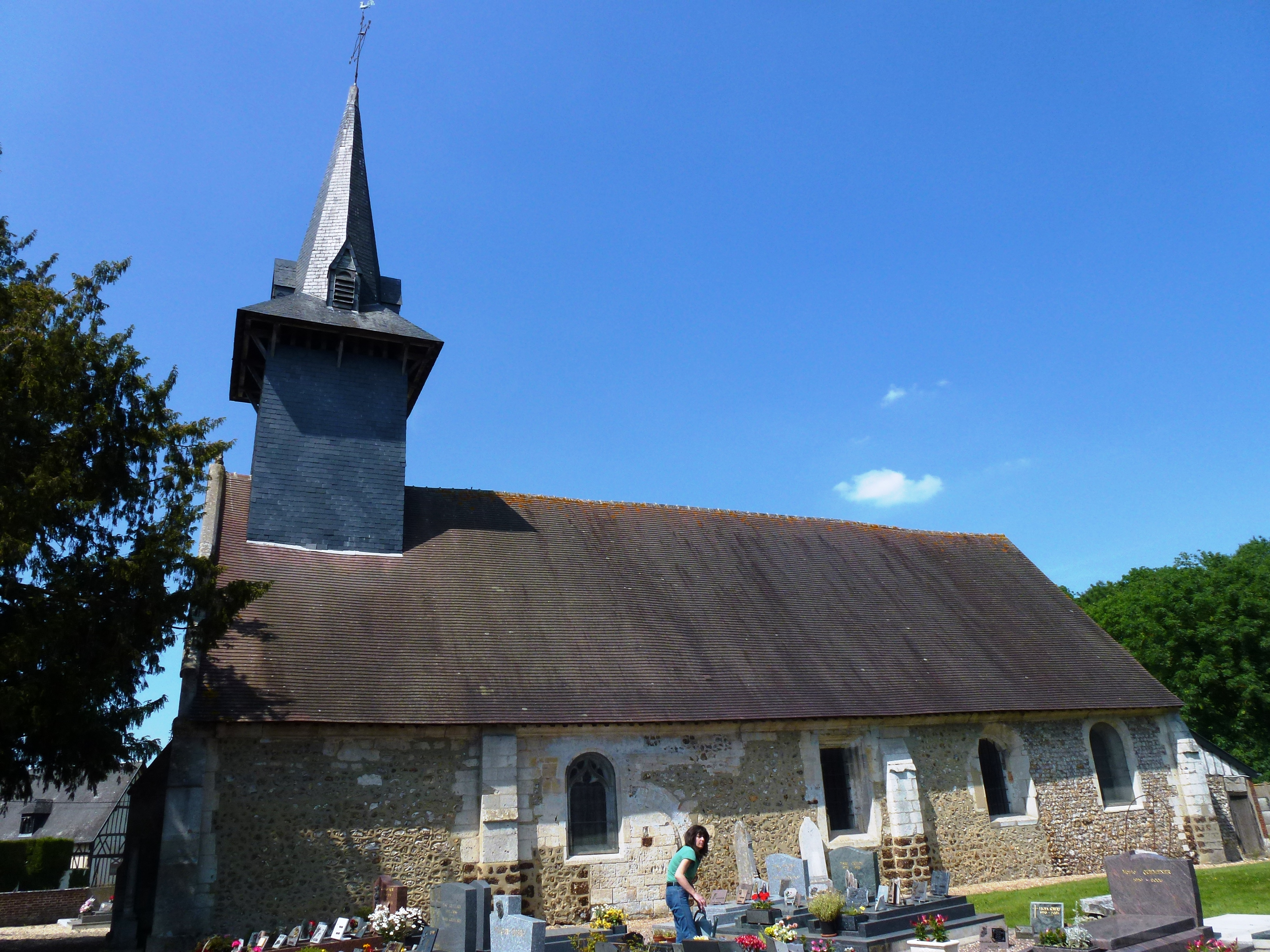
Église Saint-Jacques de Quincarnon .
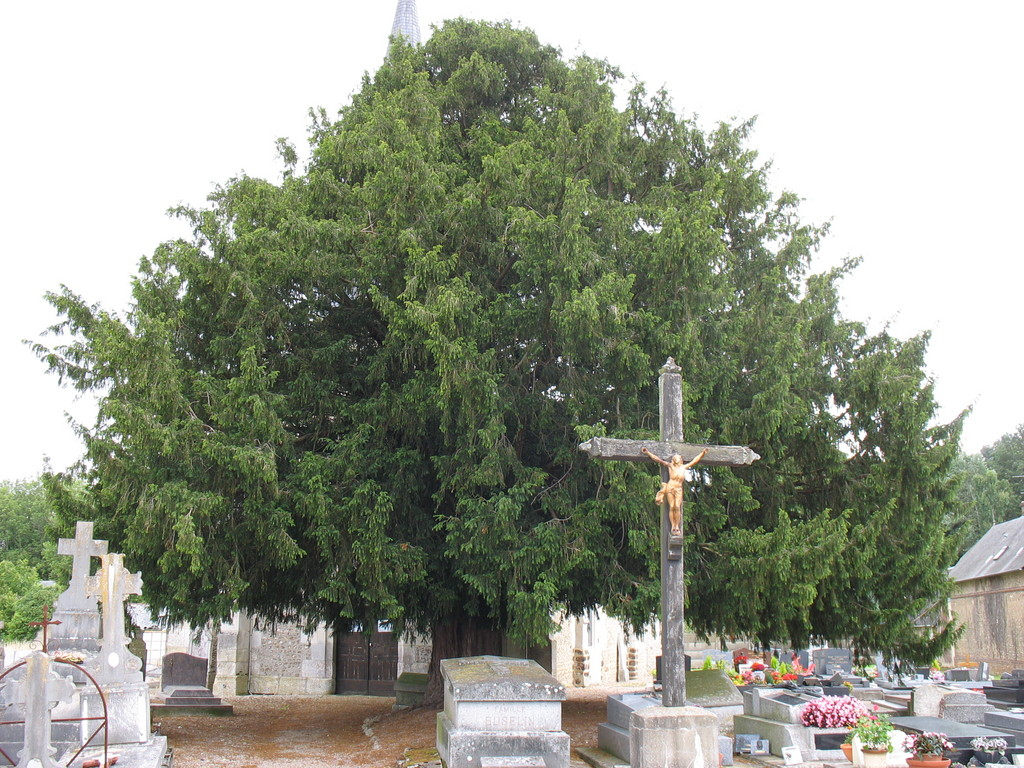
If multiséculaire et croix de cimetière à Quincarnon.